# Ron Bonham
Pour les articles homonymes, voir Bonham.
Ronald D. Bonham dit Ron Bonham, né le 31 mai 1942 à Muncie dans l'Indiana et mort le 16 avril 2016, est un joueur américain de basket-ball. Il évolue durant sa carrière au poste d'ailier.

## Palmarès
- Champion NCAA en 1962 avec les Bearcats de Cincinnati
- NCAA College Basketball AP All-America Second Team en 1963[1]
- NCAA College Basketball AP All-America First Team en 1964[1]
- Champion NBA en 1965 et 1966 avec les Celtics de Boston